# U 39 (Kriegsmarine)
De U 39 was een U-boot van de XIA-klasse en was in dienst bij de Duitse Kriegsmarine tijdens de Tweede Wereldoorlog. Op 14 september 1939 stond hij onder bevel van luitenant-ter-zee Gerhard Glattes.

## Geschiedenis
Op 14 september 1939 voer de U 39 ten westen van de Hebriden toen hij het Britse vliegdekschip HMS Ark Royal zag, dat deel uitmaakte van een flottielje dat jacht maakte op U-boten. Commandant Glattes lanceerde een salvo torpedo's op de Ark Royal. Om zo veel mogelijk schade te veroorzaken lanceerde Glattes al zijn boegbuizen leeg. De torpedo's met magnetische ontsteking explodeerden echter te vroeg en beschadigden alleen de verf van de Ark Royal. De escorterende torpedobootjagers keerden zich onmiddellijk tegen de U 39 en brachten die tot zinken, nadat ze de bemanning gevangen hadden genomen.

## OndergangU 39
De U 39 werd op 14 september 1939 ten noordwesten van Ierland tot zinken gebracht in positie 58° 32′ 0″ NB, 11° 49′ 0″ WL door dieptebommen van drie Britse torpedobootjagers HMS Faulknor, HMS Foxhound en HMS Firedrake. De 44 opvarenden werden krijgsgevangene gemaakt.